# Pericoma tienshanensis
Pericoma tienshanensis és una espècie d'insecte dípter pertanyent a la família dels psicòdids que es troba a Àsia: el Kazakhstan.